# Sarah Pillsbury Harkness
Sarah Pillsbury Harkness, conocida también como Sally, (Swampscott, Lexington, 8 de julio de 1914 — 22 de mayo de 2013), fue una arquitecta estadounidense.

## Primeros años y educación
Sarah Pillsbury era hija de Samuel Pillsbury (abogado) y Helen Watters. Se graduó en Winsor School, para luego continuar en Cambridge School of Architecture and Landscape Architecture, donde recibió el título de arquitecta. Asistió a Smith College graduándose en Arquitectura en 1940. 
En 1941, contrajo matrimonio con el arquitecto John Cheesman Harkness. Se radicaron unos años en Nueva York donde ella se dedicó al diseño de muebles, mientras que él, como objetor de conciencia, condujo ambulancias durante la Segunda Guerra Mundial. Tuvieron siete niños. Pillsbury Harkness vivió en Lexington, Massachusetts, y en Moon Hill, una comunidad diseñada por TAC. 

## Trayectoria
Fue cofundadora de The Architects' Collaborative (TAC), en Cambridge, Massachusetts, estudio conformado además por Jean Bodman, como únicas representantes femeninas, John Harkness, Norman Fletcher, Benjamin C. Thompson, Robert Sensman McMillan, Louis Albert McMillen y Walter Gropius, en 1945. Fue una figura inspiradora para las mujeres en la arquitectura a lo largo de su larga carrera. 
El aporte de Pillsbury y Bodman se basaba sobre todo en el desarrollo de una fuerte relación entre la arquitectura y el paisaje. Estos principios se evidencian claramente en uno de los primeros proyectos del equipo, el conjunto de viviendas Six Moon Hill (1948- 1950) que está catalogado en el Registro Nacional de lugares históricos desde 2016, y que surge con la intención de crear una comunidad. Las casas de los socios originales son los números 17 (Louis McMillen), 34 (John y Sarah Harkness), 37 (Norman y Jean Fletcher), 38 (Robert S. McMillan), y 40 (Benjamin Thompson). Fue uno de los primeros conjuntos de vivienda modernos en Estados Unidos.
Entre las obras más destacadas de TAC encontramos el Centro de Artes Olin y la Biblioteca Ladd, en Bates College, en Lewiston, Maine, la escuela de Deerfiels, el Harvard Graduate Center; Cambridge, Massachusetts (1949), la Universidad de Bagdad, Irak 1957-1960, el edificio PanAm de Nueva York (1958-1963), la Walter-Gropius-Haus en Berlín, (1957), la Fábrica de porcelana Rosenthal, en Selb (1965), el Edificio del AIA en Washington (1973), el Archivo de la Bauhaus, Berlín (1976-79) y la Embajada de Estados Unidos en Atenas.
En la escuela de Bedford Middle School, en Mount Kisco, las formas arquitectónicas materializan la idea de lo colaborativo, formas que propician el encuentro y la reunión: un octógono y en el centro las áreas artísticas, además del modo de vincular a los edificios entre sí.
Fue autora de los libros Sustainable Design for Two Maine Islands, The Architects Collaborative Encyclopedia of Architecture, y coeditora de The Architects Collaborative Inc.. Sus obras están recopiladas por International Archive of Women in Architecture.
Fue diseñadora principal de Olin Arts Center, y Ladd Library del Bates College en Lewiston.

## Reconocimientos
Pillsbury Harkness recibió premios por los diseños de las escuelas de Bedford y de Deerfiels y fue directora del Instituto de Arquitectos Americanos de New England desde el año 1973 hasta 1976 y vicepresidenta en el año 1977 y 1978.
En 1985 fue elegida Presidenta de la Sociedad de Arquitectos de Boston.
1991 Premio de Honor, The Boston Society of Architects
2006 Documental "Still Standing" - Destacado en el documental de 2006 sobre su obra en The Architects Collaborative.